# Marcelo Díaz Callecerrada
Marcelo Díaz Callecerrada (siglo XVII) fue poeta español del Siglo de Oro.

## Biografía
La Enciclopedia universal ilustrada europeo-americana le hace nacido a finales del siglo XVI en Madrid. Se sabe muy poco de él; Cayetano Alberto de la Barrera en su Catálogo bibliográfico y biográfico le hace natural de Madrid, tomando sus datos de Juan Pérez de Montalbán, quien, en su Para todos (1632), lo nombra como teólogo e indica que había compuesto algunas comedias y papeles sueltos. La única obra suya que ha subsistido es una fábula mitológica, Endimión (1627), en tres cantos de octavas reales, sobre el mito de Endimión y Diana, que fue muy alabada por Lope de Vega en la silva séptima de su Laurel de Apolo:
Marcelo Díaz la feliz Fortuna
de Endimión dejó a la Fama escrita
con que tantos laureles solicita;
que si por el pastor la blanca luna
puso los pies de plata vez alguna
en el Latmo, pudiera
por Marcelo dejar mejor su esfera,
pues no la contempló la astrología
con tanta mitológica armonía
porque fuese Marcelo
mar de elocuencia y de planetas cielo (vv. 255-265)
Díaz Callecerrada cita a Lope en el prólogo de su Endimión, donde le califica de «maestro».
En su juventud debió servir en la casa de don Martín Rodríguez de Ledesma y Guzmán, señor de Santiz, del castillo de Almesnar, de Santarén , etc., caballero de Calatrava, gentil hombre que fue del infante cardenal don Fernando; y procedente, por la línea materna, de la casa de Toral. A este caballero, que, siendo estudiante y rector de la Universidad de Salamanca escribió en verso una Fábula de Pomona, dedicó Díaz Callecerrada su Endimion (Madrid, por la viuda de Luis Sánchez, 1627). El poema, de estilo culterano a pesar de que el autor pretende alejarse del mismo, ha sido editado en el XIX en la Biblioteca de Autores Españoles de Manuel Rivadeneyra, en los tomos correspondientes a poemas de épica culta, y modernamente (2005) por Gerardo Fernández San Emeterio.